# 理查·謝爾比
理查·克雷格·「迪克」·謝爾比（英語：Richard Craig "Dick" Shelby；1934年5月6日—）有時也被稱為迪克·謝爾比，是美国的政治人物。他曾擔任亚拉巴马州的联邦参议员。謝爾比最初是以民主黨身分當選參議員，當共和黨在1994年取得國會參眾兩黨多數派地位後，他退出民主黨，加入了共和黨至今。

## 傳記

### 出身背景
謝爾比生於阿拉巴馬州的伯明翰市。他就讀了阿拉巴馬大學，並在1957年和1963年分別完成了大學課程和法學院課程。
畢業之後，謝爾比在1963年至1978年間於阿拉巴馬州的塔斯卡盧薩市（Tuscaloosa）實習法律事務。謝爾比成為了美國律師協會和阿拉巴馬州律師協會的成員，也加入了美國司法協會、阿拉巴馬州法律協會、Delta Chi兄弟會、和Phi Alpha Delta法律互助會等組織。
目前謝爾比與其妻子安奈特·尼文·謝爾比住在塔斯卡盧薩市。他們育有兩名兒子—理查和克勞德·尼文。

### 早年政治生涯
謝爾比在1963年至1971年間擔任塔斯卡盧薩市檢察官的時期開始投入政治。在1966年至1970年間他擔任阿拉巴馬州北部轄區的美國地方法官；並在1969年至1971年間擔任阿拉巴馬州最高檢察官的特別助理之一。
謝爾比在1970年成為了阿拉巴馬州州參議院的議員，並一直任職直到他當選眾議院的阿拉巴馬州第七轄區眾議員為止。在那之後他還連任了三次眾議員。

### 參議員生涯
在1986年謝爾比獲得民主黨提名，角逐原本由共和黨籍的耶利米·丹頓佔據的參議員職位，當時耶利米·丹頓是阿拉巴馬州自美國內戰重建時期之後第一位共和黨籍的參議員。謝爾比在激烈競爭的選戰中勝出，同時民主黨也在那年重新奪回參議院的多數派地位，不過，謝爾比就任後一直是民主黨於國會中最偏向保守派的議員之一。在參議院裡，由於謝爾比支持許多由共和黨總統隆納·雷根推動的減稅及保守的社會政策，他還被形容是「棉子像鼻蟲」（Boll Weevil）的成員之一：用以形容南方保守派民主黨人的政治俚語（擁有民主黨人的身份，但社會及經濟政策上均與共和黨投票立場一致）。謝爾比在1992年當選連任，儘管當年民主黨的總統候選人比爾·柯林頓輸掉了阿拉巴馬州的選舉人票。
在總統比爾·柯林頓第一屆任期的初期，謝爾比便公然對他展開批評，尤其他的經濟政策。在一次與副總統艾伯特·高爾的會面中，謝爾比公開面向大批阿拉巴馬州電視台的攝影機，譴責柯林頓的政策是「高稅賦、高政府開銷」。因此後來柯林頓政府宣布將原本會耗資上百萬美元於阿拉巴馬州建造的太空計畫設備轉至了德克薩斯州。不過，隨著柯林頓的執政支持率下降至當時的大約四成，謝爾比逐漸成為阿拉巴馬州裡支持度最高的政治人物，在國會裡謝爾比投票支持幾乎所有共和黨的立場，在每個議題法案上都與柯林頓政府相違逆。
1994年11月9日，在共和黨於期中選舉裡同時贏得對參眾兩院的多數黨地位後，謝爾比脫離民主黨加入共和黨，使得共和黨於參議院的多數派地位擴展至53-47。謝爾比在1998年首度以共和黨人身分投入連任，並以大幅支持度輕易當選。他在此後的選舉，包括2004年、2010年及2016年的選舉中也沒有遭遇重要的民主黨對手。
謝爾比自1995年至2003年間擔任參議院的特別情報委員會（Select Committee on Intelligence）的主席，在任滿8年後由於參議院的任期限制而不再連任。在柯林頓和布希任內謝爾比都對聯邦政府的情報單位抱持敵對態度。他在1997年反對由安东尼·雷克擔任中央情報局局長的提名，並承諾將會對中國使用美製衛星探測機密情報的事件展開調查。在2001年911事件後他也猛烈批評中央情報局局長喬治·泰內特的表現，當泰內特於2004年7月辭職時，謝爾比還評論道：「我對此一點也不感驚訝。我驚訝的是為何他能保住這個職位那麼久。」
自從2003年以來，謝爾比也擔任了參議院的銀行、住房和城市事務委員會（Committee on Banking, Housing, and Urban Affairs）的主席。他也是參議院撥款委員會（Committee on Appropriations）的成員之一（他擔任齊下的商業、司法和科學小組委員會的主席），以及衰老問題特別委員會（Special Committee on Aging）的成員。
在國會裡謝爾比是隱私權小組和零資本增值稅小組的共同主席。他也是參議院國家安全小組的共同主席，以及共和黨參議院全國委員會（NRSC）的成員。
謝爾比任內知名的政績還包括了一項被稱為「謝爾比修正案」的聯邦修正法條，撤除了許多對達拉斯附近Love Field機場具爭議性的流量限制。
86歲的謝爾比於2021年宣布不再連任阿拉巴馬州參議員。

## 政治觀點
謝爾比被認為是參議院內的保守派。他強烈反對槍械管制和墮胎，並且支持了將婚姻定義為一男一女之間結合寫入憲法，被國會否決。）聯邦婚姻修正案（Federal Marriage Amendment），他也堅定的支持平頭稅制度以及布希政府的大規模減稅，他宣稱民主黨對於高稅賦的支持便是造成他離開該黨的主要原因。謝爾比在任內發起的法案還包括了：一項將英語作為聯邦政府唯一官方語言的法案、限制聯邦政府開銷的法案、以及終止一些移民類型的法案。
不過，一般認為謝爾比並沒有比他同州同黨的參議員同僚—傑夫·塞申斯要來的保守。舉例而言，謝爾比在成為共和黨員後不久便投票反對了兩項對侵權法改革（tort reform）的主要法案—Private Securities Litigation Reform Act以及Common Sense Product Liability and Legal Reform Act，兩個法案都被柯林頓總統投下否決票，不過第一個法案仍然順利的通過。
謝爾比在仍是民主黨人的時期，投票反對北美自由贸易协议（NAFTA）以及其他許多自由貿易協定，包括了最近的中美洲自由貿易協定（CAFTA）。他也在1987年投票反對了由保守派的Robert Bork擔任美国最高法院大法官的提名。

## 職位

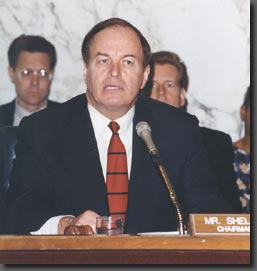
謝爾比在參議院銀行、住房和城市事務委員會的主席講台上。

- 參議院衰老問題特別委員會（Committee on Aging）
- 參議院撥款委員會（Committee on Appropriations）
  - 商業、司法和科學小組委員會（Subcommittee on Commerce, Justice and Science）—擔任主席
  - 國防小組委員會（Subcommittee on Defence）
  - 國內安全小組委員會（Subcommittee on Homeland Security）
  - 勞工、健康與人類服務、教育和其它有關機構小組委員會（Subcommittee on Labor, Health and Human Services, Education & Related Agencies）
  - 國家、外交活動和其他有關活動小組委員會（Subcommittee on State, Foreign Operations & Related Programs）
  - 交通、財政、司法、住房與都市開發和其他有關機構小組委員會（Subcommittee on Transportation, Treasury, the Judiciary, HUD & Related Agencies）
- 參議院銀行、住房和城市事務委員會（Senate Committee on Banking, Housing & Urban Affairs）—擔任主席
  - 經濟政策小組委員會（Subcommittee on Economic Policy）
  - 住房和交通小組委員會（Subcommittee on Housing & Transportation）

## 爭議

### 洩漏機密情報
在2004年，一項聯邦政府的調查顯示謝爾比曾經向媒體透露了被歸類為機密的政府情報，情報來自於他任職的參議院情報委員會 （页面存档备份，存于）。更具體的說，謝爾比在2002年6月19日向福克斯廣播公司的新聞台特派記者透露了這些機密情報，謝爾比在情報委員會集會獲得這些資訊後幾分鐘便將其洩漏給這名記者。這則機密情報包含了美国国家安全局在2001年9月10日所攔截到、但卻沒來得及於隔天911恐怖攻擊事件爆發前解讀出來的兩則訊息—「行動就要開始了」和「明天就是關鍵時刻」。
美國檢察總長辦公室和聯邦調查局都對這件洩密案展開調查，同時大陪審團名單也已經列出。然而到了2004年7月，美国司法部拒絕對謝爾比提出刑事訴訟，並且將這個案子移交參議院的風紀委員會審理。
在2004年8月11日，媒體來源證實謝爾比雇用了華盛頓特區的一名檢察官Gregory Craig代表他參與參議院風紀委員會的調查。在2005年11月，參議院風紀委員會以這個案子並沒有實質的指控證據為由，宣判了謝爾比無罪。

## 謝爾比研究中心
阿拉巴馬州大學在2004年建立了一個以謝爾比和其妻子（她也是從這所大學榮譽退休的教授）為名、廣達200,000平方英尺的研究中心，所內綜合了工程學、科學（化學和物理學研究）、以及交通運輸等研究。謝爾比中心 （页面存档备份，存于）

## 延伸閱讀
- Background and collected news at The Washington Post
- 美國國會國家人物傳記大辭典中的傳記
- 由華盛頓郵報維護的投票記錄
- 智慧投票计划中的傳記、投票紀錄及利益集團評級
- Congressional profile at GovTrack
- Congressional profile at OpenCongress
- Issue positions and quotes at On the Issues
- Financial information at OpenSecrets.org
- Staff salaries, trips and personal finance at LegiStorm.com
- 聯邦選舉委員會中的競選財務報告和數據
- Appearances on C-SPAN programs
- 網路電影資料庫上的亮相頁面
- Collected news and commentary at The New York Times
- Works by or about 理查·謝爾比 in libraries (WorldCat catalog)
- Profile at Ballotpedia
- Bamford, James. . New York: Doubleday. 2004: 127–131. ISBN 0-385-50672-4.

## 外部連結
- 理查·謝爾比 （页面存档备份，存于）參議院官方網站
- 理查·謝爾比參議員競選網站 （页面存档备份，存于）
- 中的“理查·謝爾比”
- C-SPAN內的頁面（英文）
- Project Vote-Smart的檔案
- 謝爾比的參議院投票紀錄 （页面存档备份，存于）
- 華盛頓郵報記載的投票紀錄

| 美国众议院             | 美国众议院 | 美国众议院               |
| ---------------------- | --- | ------------------------ |
| 前任者： 華爾特·法華斯 | 阿拉巴馬州第七國會選區 眾議院議員 1979年－1987年                                                                   | 繼任者： 克勞德·哈里斯   |
| 政党职务               | |                          |
| 前任者： 吉姆·福爾瑟姆 | 美國參議員阿拉巴馬州民主黨被提名人 （第3類） 1986年、1992年                                                        | 繼任者： 克萊頓·蘇迪斯   |
| 前任者： 理查德·塞勒斯 | 美國參議員阿拉巴馬州共和黨被提名人 （第3類） 1998年、2004年、2010年、2016年                                        | 繼任者： 凯蒂·布里特     |
| 美国参议院             | |                          |
| 前任者： 耶利米·丹頓   | 阿拉巴馬州第3類參議員 1987年－2023年 與霍威爾·赫夫林、傑夫·塞申斯、路德·斯特蘭奇、道格·琼斯、汤米·图伯维尔同時在任 | 繼任者： 凯蒂·布里特     |
| 前任者： 阿伦·斯佩克特 | 参议院情报委员会主席 1997年–2001年                                                                                 | 繼任者： 鲍勃·格雷厄姆   |
| 前任者： 鲍勃·格雷厄姆 | 参议院情报委员会副主席 2001年–2003年                                                                               | 繼任者： 傑伊·洛克斐勒   |
| 前任者： 保罗·萨班斯   | 參議院銀行委員會主席 2003年–2007年                                                                                 | 繼任者： 克里斯多夫·杜德 |
| 前任者： 保罗·萨班斯   | 參議院銀行委員會副主席 2007年–2013年                                                                               | 繼任者： 麥克·柯瑞柏     |
| 前任者： 泰德·柯克蘭   | 參議院撥款委員會副主席 2013年–2015年                                                                               | 繼任者： 芭芭拉·米庫斯基 |
| 前任者： 提姆·約翰遜   | 參議院銀行委員會主席 2015年–2017年                                                                                 | 繼任者： 麥克·柯瑞柏     |
| 前任者： 罗伊·布伦特   | 參議院章程委員會主席 2017年－2018年                                                                                | 繼任者： 罗伊·布伦特     |
| 前任者： 格雷格·哈珀   | 印刷聯合委員會主席 2017年－2018年                                                                                  | 繼任者： 罗伊·布伦特     |
| 前任者： 泰德·柯克蘭   | 参议院拨款委员会主席 2018年–2021年                                                                                 | 繼任者： 派屈克·萊希     |
| 前任者： 派屈克·萊希   | 参议院拨款委员会副主席 2021年—2023年                                                                               | 繼任者： 蘇珊·柯琳絲     |